# Constanza de Borgoña
Constanza de Borgoña (1046-1093) fue reina consorte de León por su matrimonio con Alfonso VI de León. Era hija del duque Roberto I de Borgoña y de Hélie de Semur. Fue madre de Urraca I de León, quien sucedió a su padre, Alfonso VI, en el trono leonés.

## Relaciones familiares
Hija del duque Roberto I de Borgoña y de Hélie de Semur —hermana del poderoso y venerado Hugo, abad de Cluny—.  Uno de sus hermanos fue Enrique de Borgoña el Doncel, el padre de sus sobrinos los duques Hugo I y Eudes I así como de Enrique de Borgoña, conde de Portucale y padre del primer rey de Portugal, Alfonso Enríquez. Era nieta del rey Roberto II de Francia, segundo monarca francés de la casa de los Capetos.

## Biografía
Ya era viuda de su primer marido, el conde Hugo II de Chalon cuando contrajo matrimonio con Alfonso VI de León a finales de 1079 con quien aparece por primera vez el 8 de mayo de 1080. Le dio seis hijos al rey, de los cuales cuatro murieron en vida de Constanza, sobreviviendo al momento de su muerte la futura reina Urraca I de León (nacida en 1080) y Elvira (nacida en 1082), quien falleció siendo joven. Durante todo su matrimonio tuvo que soportar las infidelidades de su esposo. Edificó un palacio en la localidad leonesa de Sahagún, junto al Monasterio de San Benito, y en su interior dedicó un templo a la Magdalena.
La reina Constanza de Borgoña falleció en una fecha indeterminada entre septiembre y octubre de 1093.

## Sepultura
Después de su defunción, el cadáver de la reina Constanza de Borgoña fue conducido a la localidad leonesa de Sahagún y sepultado en el Monasterio de San Benito de Sahagún, donde su esposo, el rey Alfonso VI de León, recibiría sepultura posteriormente, en compañía de algunas de sus esposas.

El sepulcro que contenía los restos de Alfonso VI fue destruido en 1810, durante el incendio que sufrió el Monasterio de San Benito. Los restos mortales del rey y los de varias de sus esposas, entre ellos los de la reina Constanza de Borgoña, fueron recogidos y conservados en la cámara abacial hasta el año 1821, en que fueron expulsados los religiosos del monasterio, siendo entonces depositados por el abad Ramón Alegrías en una caja, que fue colocada en el muro meridional de la capilla del Crucifijo, hasta que, en enero de 1835, los restos fueron recogidos de nuevo e introducidos en otra caja, siendo llevados al archivo, donde se hallaban en esos momentos los despojos de las esposas del soberano.

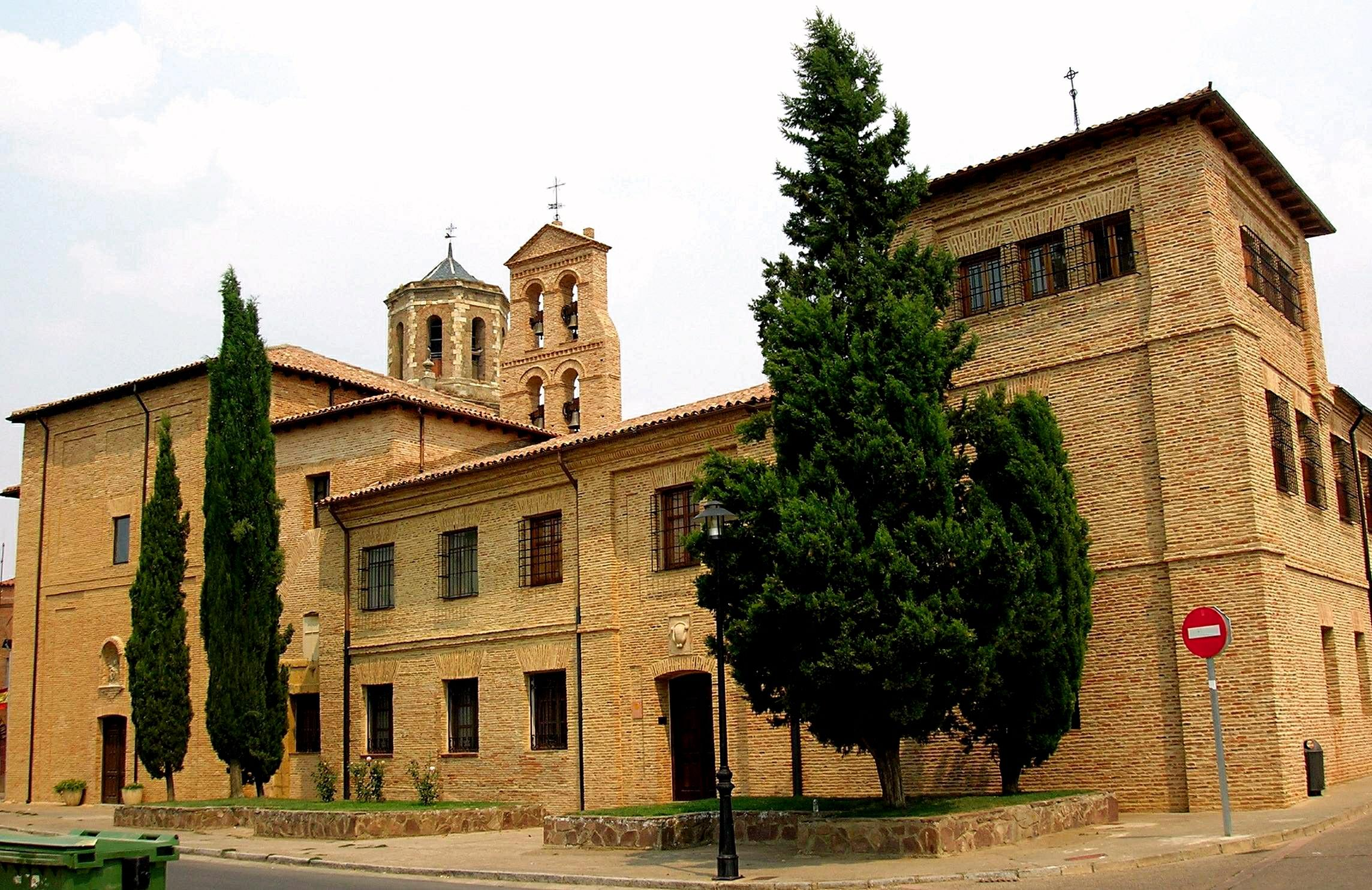
Monasterio de las Benedictinas de Sahagún.

El propósito era colocar todos los restos reales en un nuevo santuario que se estaba construyendo entonces. No obstante, cuando el monasterio de San Benito fue desamortizado en 1835, los religiosos entregaron las dos cajas con los restos reales a un pariente de un religioso, que las ocultó, hasta que en el año 1902 fueron halladas por el catedrático del Instituto de Zamora Rodrigo Fernández Núñez.
En la actualidad, los restos mortales de Alfonso VI reposan en el Monasterio de Benedictinas de Sahagún, a los pies del templo, en un arca de piedra lisa y con cubierta de mármol moderna, y en un sepulcro cercano, igualmente liso, yacen los restos de varias de las esposas del rey, entre ellos los de la reina Constanza de Borgoña.

## Matrimonio y descendencia
Fruto de su matrimonio con Alfonso VI de León  nacieron seis hijos, de los que solo una alcanzó la edad adulta:
- Urraca I de León (1081-1126), que sucedió a su padre en el trono leonés. Contrajo matrimonios sucesivamente con Raimundo de Borgoña y con Alfonso I de Aragón. Fue sucedida por su hijo, Alfonso VII y sepultada en el Panteón de Reyes de San Isidoro de León.

| Predecesor: Sancha de León                              | Reina consorte de León 1079-1093     | Sucesor: Berta |
| Predecesor: Alberta (1070/1-1072) Consorte de Sancho II | Reina consorte de Castilla 1079-1093 | Sucesor: Berta |